# 3-я армия (Османская империя)
Эта статья о 3-й армии Османской империи, см. также 3-я армия
3-я армия (тур. 3. Ordu) — воинское формирование армии Османской империи. 3-я армия была сформирована на Балканах. 3-я армия поддержала младотурецкую революцию 1908 года. Энвер-паша и Мустафа Кемаль, служившие в рядах 3-й армии заняли важные посты в стране.

## История
В боевых действиях армия участвовала в северо-восточных районах Османской империи. Первоначально штаб армии находился в Салониках. Однако после вступления Турции в Первую мировую войну, армия была переброшена на Кавказский фронт, а штаб армии переехал в Эрзерум.
После начала боевых действий 3-я армия воевала против русских войск на Кавказе. 3-я армия принимала участие в важнейших операциях войны: Сарыкамышском сражении, битве при Эрзеруме, боях в районе Трапезунда и Килкита-Эрзинджана.
После окончания войны на Кавказском фронте, 3-я армия воевала против армянских войск. До конца Первой мировой войны армия была задействована в операциях против армян.

## Численность
В 1916 году 3-я армия насчитывала свыше 80 тыс. солдат и офицеров, распределенных по 121 батальону и 78 эскадронам. На вооружении имелось 150 орудий и 77 пулемётов.